# Russell Alexander Alger
Russell Alexander Alger (Lafayette Township, 27 febbraio 1836 – Washington, 24 gennaio 1907) è stato un politico statunitense.

## Biografia
Fu il quarantesimo segretario alla Guerra degli Stati Uniti,  sotto il presidente degli Stati Uniti d'America William McKinley (25º presidente). Nato nella Contea di Medina.
Sposò il 2 aprile 1861 Annette H. Henry da cui ebbe sei figli:
- Fay Alger
- Caroline Alger
- Frances Alger
- Russell A. Alger, Jr.
- Fred Alger
- Allan Alger

Fra le altre cariche, ricoprì quella di 20º Governatore del Michigan. Il suo corpo venne seppellito nel Elmwood Cemetery in Detroit, stato del Michigan.
Fu anche membro della massoneria e divenne Maestro massone nel 1895, nella Corinthian Lodge No. 241 di Detroit.

## Riconoscimenti
Era in progetto una nave in suo nome nel 1942, che doveva prendere il nome di SS Russell A. Alger ma non venne completata. La Contea di Alger venne chiamata così in suo onore